# 內馬尼亞·古德利
內馬尼亞·古德利（1991年11月16日—），是一位塞爾維亞足球運動員。在場上的位置是中場。他的父親也是一位足球運動員。現效力於西甲球隊西維爾。他也代表塞爾維亞國家足球隊參賽。

## 俱乐部生涯

### NAC布雷达
2009年7月，古德利与NAC布雷达签下自己的首份职业合约。在他的处子赛季中，尽管数次被列入替补阵容，但他并没能得到出场机会。

### 阿尔克马尔
2013年夏天，时任NAC布雷达经理的古德利的父亲以大约300万欧元的价格将古德利出售至阿尔克马尔，双方签下一份为期四年的合约。

### 阿贾克斯
2015年5月6日，阿贾克斯官方宣布古德利将在2015-16赛季加盟球队。与此同时，他的弟弟将加盟阿贾克斯青年队，他的父亲将成为俱乐部负责招徕巴尔干半岛和塞尔维亚球员的球探。2016年11月5日，在表示自己在不能首发时无法表现积极后，古德利被移除出一线队名单。

### 天津泰达
2017年1月5日，阿贾克斯宣布古德利将在2017年1月25日转会加盟天津泰达。据传闻，转会费为大约550万欧元。

### 广州恒大淘宝
2018年1月28日，广州恒大淘宝宣布古德利由天津泰达转会加盟，签下一份两年合约。

## 国家队生涯
古德利在塞尔维亚U19和U21国家队皆有过出场。2014年3月5日，古德利在塞尔维亚客场2-1击败爱尔兰的友谊赛中最后时刻替补登场，完成了自己的国家队首秀。2014年11月18日，古德利在客场2-0击败希腊的友谊赛中攻入自己的国家队首球。
2022年11月，古德利獲塞尔维亚國家隊徵召出戰世界盃。他参加了小组赛对阵巴西和瑞士的比赛。

## 榮譽
广州恒大淘宝
- 中國超級杯冠軍 : 2018

士砵亭
- 葡萄牙盃冠軍 : 2018–19
- 葡萄牙聯賽盃冠軍 : 2018–19[9]

西維爾
- 歐霸盃冠軍 : 2019–20，2022–23[10]